# Euphrictus
Genre
Synonymes
- Zophopelma Benoit, 1965

Euphrictus est un genre d'araignées mygalomorphes de la famille des Theraphosidae.

## Distribution
Les espèces de ce genre se rencontrent au Congo-Kinshasa et au Cameroun.

## Liste des espèces
Selon World Spider Catalog (version 14.0, 2013) :
- Euphrictus spinosus Hirst, 1908
- Euphrictus squamosus (Benoit, 1965)

## Publication originale
- Hirst, 1908 : On a new type of stridulating-organ in mygalomorph spiders, with the description of a new genus and species belonging to the suborder. Annals and Magazine of Natural History, sér. 8, vol. 2, p. 401-405 (texte intégral).